# Плавецьки Петер
Плавецьки Петер (словац. Plavecký Peter) — село, громада округу Сениця, Трнавський край. Кадастрова площа громади — 14.78 км².
Населення 640 осіб (станом на 31 грудня 2020 року).

## Географія
Протікає потік Грудки.

## Історія
Плавецьки Петер згадується 1394 року.

## Населення
| Рік:            | 1994. | 2004.   | 2014.   | 2024.   |
| --------------- | ----- | ------- | ------- | ------- |
| Кількість осіб: | 624   | 645     | 628     | 607     |
| Різниця:        |       | +3,36 % | -2,63 % | -3,34 % |

| Рік:            | 2023. | 2024.   |
| --------------- | ----- | ------- |
| Кількість осіб: | 610   | 607     |
| Різниця:        |       | -0,49 % |